# 舊司令部

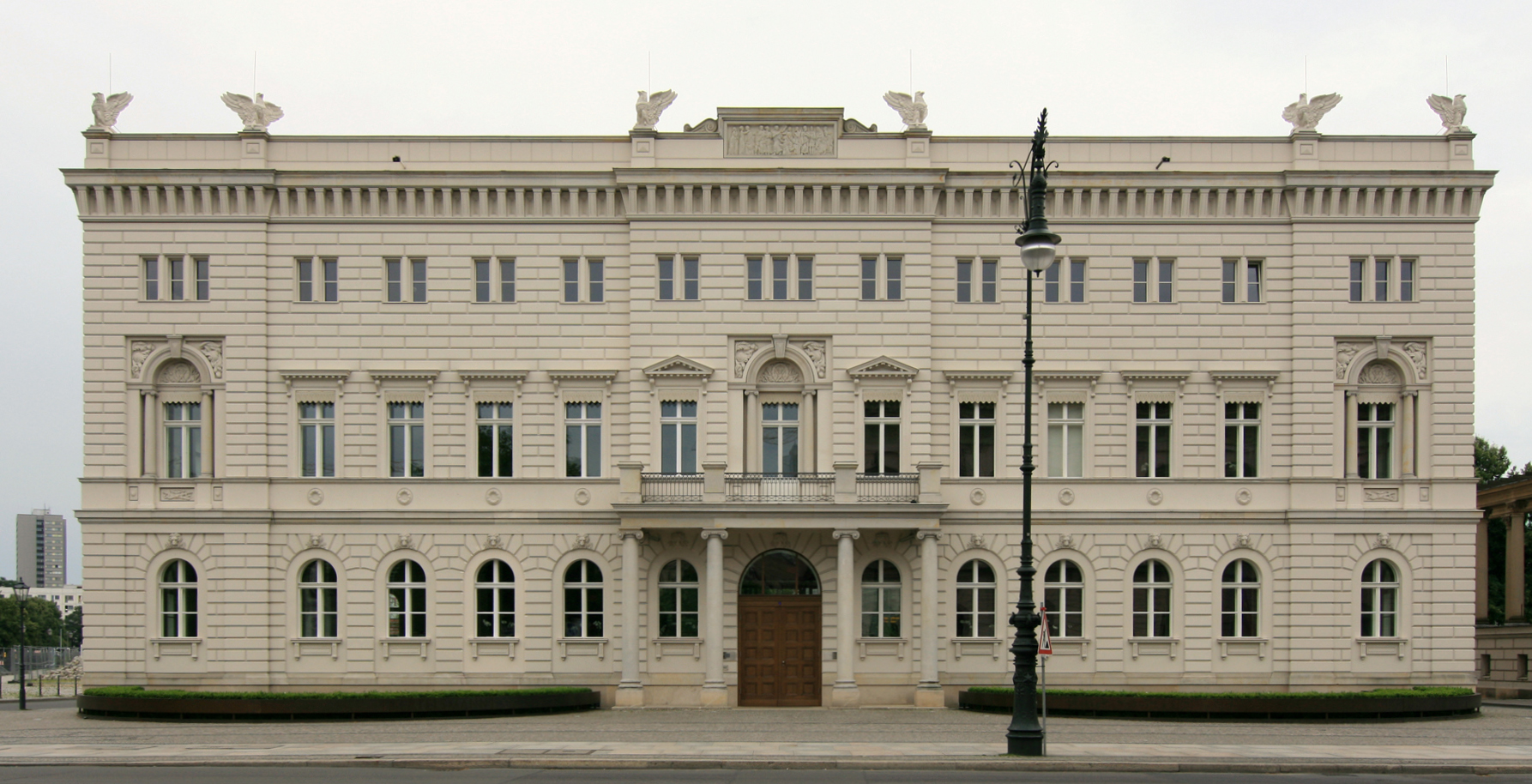
老司令部，柏林菩提树下大街1号

舊司令部（Alte Kommandantur）是柏林历史中心的一座建筑。
原本的舊司令部建筑为巴洛克式风格，由建筑师约翰·格雷戈尔·梅姆哈德特（1607-1678）建造，1795年扩建，1873年再次改建为新文艺复兴风格。建筑在二战中受损严重，拆除后兴建了东德外交部大楼。1995年，东德外交部大楼拆除，用于重建Werderscher市场区。
舊司令部由媒体集团贝塔斯曼和贝塔斯曼基金会重建，作为其柏林联络处，设于久负盛名的地址菩提树下大街1号。由于没有设计图可用，建筑设计是基于战前的历史照片和证词所做。该建筑于2003年11月完成。批评者称之为柏林市中心的迪斯尼化。